# اسلام‌آباد شندک
اسلام‌آباد شندک روستایی در دهستان چشمه زیارت بخش مرکزی شهرستان زاهدان استان سیستان و بلوچستان ایران است.

## جمعیت
بر پایه سرشماری عمومی نفوس و مسکن در سال ۱۳۹۵ جمعیت این مکان ۴۵ نفر (۱۰ خانوار) بوده‌است.